# Воино
Воино (также Воин, Воинов) — летописный город в Рязанской земле.
Одним из возможных мест его локализации является городище «Седой Бугор», расположенное на правом берегу Оки у села Кривцово близ Шилова. Городище находится на высоком холме и огорожено валом (высота 6 м) и рвом. Культурный слой датируется периодом от железного века (городецкая культура) до эпохи Древней Руси. По другой версии, остатки Воина — это городище в селе Городище, являющемся частью Константинова в нескольких километрах выше по течению Оки, чем «Седой Бугор». Овальная площадка с подковообразный валом до 1,5 м и слабыми следами заплывшего рва перед ним сегодня распахана под огороды и частично застроена. Культурный слой до 0,8 м.
Город был основан предположительно князем Ярославом Святославичем (Константином). На это могут указывать находящиеся по близости село Константиново и речка Ярославка. Ранее близ места древнего города упоминалось озеро Воинское, которое в наше время, по-видимому, поглощено новым руслом Оки. Название города, как это часто бывало с городами Северо-Восточной Руси, вероятно, отсылало к Юго-Западной Руси, а именно к городу Воинь на Днепре. Центром Воина была небольшая крепость, вероятнее всего, княжеская усадьба, окруженная небольшим посадом.
Воино упоминается в Никоновской летописи под 1147 годом в связи с тем, что «у града Воина в Резани» киевский князь Изяслав Мстиславич заключил мир с половцами. В XIII веке город подвергся погрому во время монголо-татарского нашествия. В 1365 году великий князь Олег Иванович, совместно с князьями Владимиром Пронским и Титом Козельским разбил ордынского военачальника Тагая, разорившего Переяславль-Рязанский, настигнув его «под Шишевским лесом на Воине». Данная битва вошла в историю как сражение у Шишевского леса. Город Воин (Воино) упоминается также в Новгородской I-й и Воскресенской летописях в «Списке русских городов дальних и ближних» XIV—XV веков в числе городов Рязанского княжества. В XIV—XV веках в составе Рязанской земли упоминается также Воинский уезд. Около 1356—1360 годов великий князь рязанский Олег Иванович пожаловал Воинский уезд «с землями и бортными угожьи и с людьми с озеры истоки и бобры и со всеми пошлинами» преосвященному Василию II, епископу Рязанскому и Муромскому, в обмен на «Омел Глебов с уездом». К началу XVI века город Воино в результате татарских набегов окончательно запустел.